# Maurice Moucheraud
Maurice Paul Moucheraud (Potangis, 28 luglio 1933 – Aix-les-Bains, 13 gennaio 2020) è stato un ciclista su strada francese.

## Palmarès
- 1956 (Dilettante)

Paris-Vierzon
- 1957 (Royal, una vittoria)

1ª tappa Tour de l'Oise

## Piazzamenti

### Grandi Giri
- Tour de France

1958: ritirato (19ª tappa)

### Competizioni mondiali
- Giochi olimpici

Melbourne 1956: oro nella corsa a squadre.